# Chemin du Pont-de-Rupé
Le chemin du Pont-de-Rupé (en occitan : camin del Pont de Rupé) est une voie de Toulouse, chef-lieu de la région Occitanie, dans le Midi de la France.

## Situation et accès

### Description
Le chemin du Pont-de-Rupé est une voie publique. Il se trouve dans le quartier de Lalande. Il correspond à une partie de l'ancien chemin vicinal no 17, qui allait du chemin de Fenouillet à la route de Paris (actuelle avenue des États-Unis).
La chaussée compte une seule voie de circulation automobile à double-sens. Elle appartient à une zone 30 et la vitesse y est limitée à 30 km/h. Il n'existe cependant pas de piste, ni de bande cyclable.

### Voies rencontrées
Le chemin du Pont-de-Rupé rencontre les voies suivantes, dans l'ordre des numéros croissants :
1. Chemin de Fenouillet
2. Impasse Saint-James (g)
3. Allée des Foulques (d)
4. Chemin Latéral-de-Rupé (d)
5. Avenue des États-Unis

## Odonymie
Le chemin reste sans nom jusqu'en 1855. À cette date, il est nommé en référence au pont de Rupé, construit en 1846 sur le canal latéral à la Garonne. Par ailleurs, Rupé est le nom du domaine agricole et de la ferme de ce nom (actuel no 21).

## Patrimoine et lieux d'intérêt

### Base de sports et de loisirs de Sesquières
La base de sports et de loisirs de Sesquières est un espace vert de 62 hectares, desservi par l'allée des Foulques, le chemin de Fenouillet et le chemin du Pont-de-Rupé. Il est aménagé à l'emplacement d'une ancienne gravière, creusée entre et à l'emplacement du domaine de Lalanne, et aménagée en lac artificiel de 11,5 hectares, qui constitue le cœur de la base de sports et de loisirs.
La base offre des aires de jeux pour enfants, mais aussi de nombreux infrastructures sportives : un parcours de bicross, des tables de ping-pong, un boulodrome, un terrain de football, des terrains de tennis et des modules fitness. Le Wam Park Toulouse est une structure privée qui met à disposition de ses usagers une piste d'athlétisme, un téléski nautique, un terrain de badminton, ainsi que divers structures dévolues aux sports nautiques, en particulier le ski nautique.

### Camping municipal Le Rupé
Le camping Le Rupé, le premier de la commune de Toulouse, est un camping municipal. Il est ouvert en 1964, au moment de l'aménagement de la base de loisirs de Sesquières. Il compte 180 emplacements sur une superficie de 4 hectares.
- no  21 : ferme de Rupé.
La ferme est construite dans la deuxième moitié du XIXe siècle. Elle est transformée afin d'abriter l'accueil du camping. 
La ferme est bâtie en brique, et s'élève parallèlement au chemin du Pont-de-Rupé. Elle comprend deux corps de bâtiment, un logis principal et des parties agricoles. À droite, le logis principal se développe sur cinq travées et s'élève sur deux niveaux, séparés par un cordon. au rez-de-chaussée et à l'étage, la porte et les fenêtres sont segmentaires. L'élévation est surmontée d'une corniche moulurée.
À gauche, les parties agricoles ne compte qu'une seule large travée. Elle est ouverte au rez-de-chaussée par une large porte charretière. Aux deux étages, la façade est également percée de fenêtres segmentaires. Elle est surmontée par la tour d'un pigeonnier en pied-de-mulet[4].

### Autres maisons
- no  22 : ferme (deuxième moitié du XIXe siècle)[5].

- no  33-35 : ferme. 
La ferme est construite dans la deuxième moitié du XIXe siècle. Elle est bâtie en assises de briques et de galets, et s'élève parallèlement au chemin du Pont-de-Rupé. Elle comprend deux bâtiments à plusieurs corps. L'élévation principale de la première ferme, qui cinq travées encadrées de pilastres, se développe sur deux niveaux séparés par un cordon mouluré. Au rez-de-chaussée, la porte est centrale, couronnée d'une corniche et en plein cintre, tandis que les autres fenêtres sont rectangulaires. L'élévation est surmontée d'une corniche moulurée.
La deuxième ferme comprend un logis à deux travées sur la rue qui se développe sur un étage carré et un comble à surcroît, séparés par des cordons. Les fenêtres sont également rectangulaires. Le comble à surcroît est percé de jours du côté du chemin, et d'une fenêtre en plein cintre sur le pignon de l'élévation latérale[6].

### Canal latéral à la Garonne
Le chemin du Pont-de-Rupé franchit le canal de Garonne. La première partie du canal, entre le port de l'Embouchure à Toulouse, et le Tarn à Montauban, par le canal de Montech, est creusée entre 1838 et 1844.

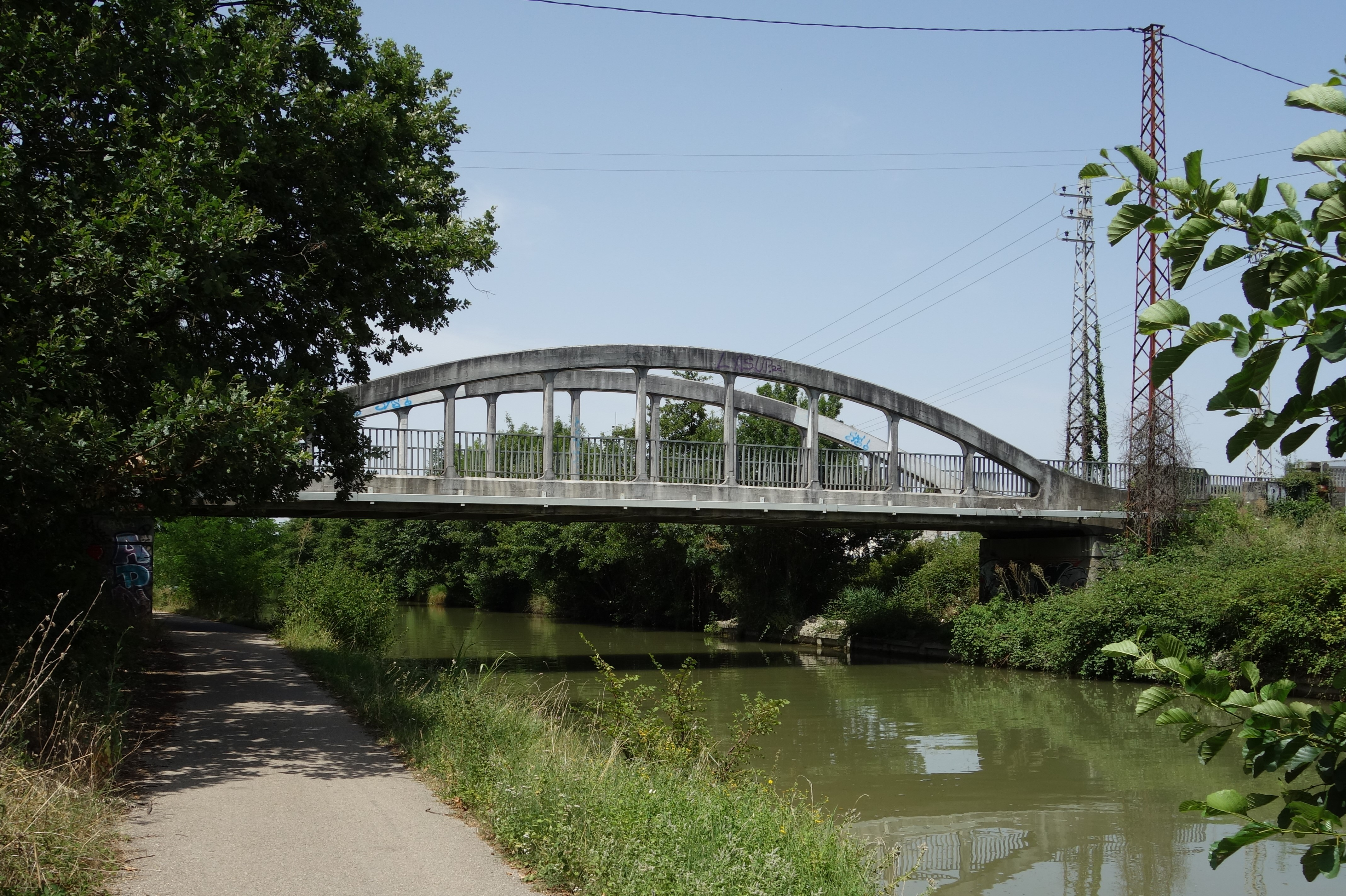
Le pont de Rupé vu depuis le chemin de halage.

- pont de Rupé. 
Le premier pont de Rupé est construit entre 1845 et 1846, peu de temps après la mise en service du canal latéral à la Garonne. En 1930, il est démoli et reconstruit dans le cadre d'un plan de rénovation du canal et de la réalisation de plus de 80 nouveaux ponts, mené par le service des canaux du Midi et Latéral à la Garonne. L'ouvrage est réalisé en 1932 par la Société pyrénéenne d'entreprises de Toulouse.
Le pont de Rupé est de type bow-string – en « corde d'arc » ou « arc sous-tendu ». Il repose sur les piles en brique du premier pont, construit au milieu du XIXe siècle. Il est bâti en béton armé. Le tablier horizontal, servant de tirant, est associé à des poutres latérales verticales et en arc, encastrés l'un dans l'autre aux extrémités[8].